# Straimont
Straimont (en wallon Straimont) est une section de la commune belge d'Herbeumont située en Wallonie dans la province de Luxembourg.
C'était une commune à part entière composée des localités de Martilly et Menugoutte avant la fusion des communes de 1977. Jusqu’en 1828, elle incluait aussi Suxy.
Le village est identifiable sur la Carte d'Arenberg de la Prévôté de Neufchâteau en 1609. Il est traversé en bordure sud par la Vierre, un affluent de la Semois.

## Démographie
- Source: INS recensements population
- 1846: Scission de Grapfontaine

## Histoire

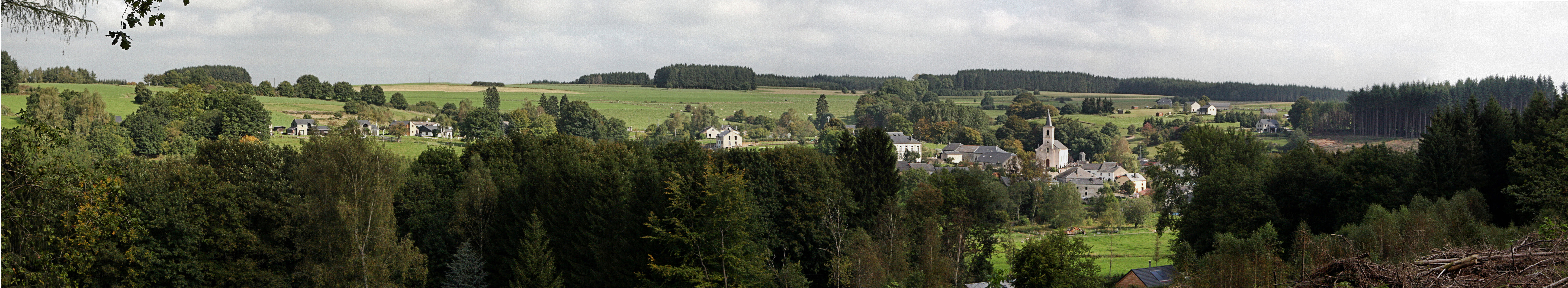
Vue panoramique du village.